# Resolutie 27 Veiligheidsraad Verenigde Naties
Resolutie 27 van de Veiligheidsraad van de Verenigde Naties werd op 1 augustus 1947 goedgekeurd. Deze goedkeuring werd gegeven op de aparte onderdelen
van de tekst.

## Achtergrond
Tussen 1945 en 1949 was Nederland in een onafhankelijkheidsoorlog verwikkeld met zijn kolonie Nederlands-Indië.
Toen de Republiek Indonesië werd uitgeroepen, vonden er militaire acties plaats die door Nederland politionele acties werden genoemd. De eerste actie werd van 21 juli tot 5 augustus 1947 gevoerd.

## Inhoud
De Veiligheidsraad merkte tot zijn bezorgdheid de vijandelijkheden op tussen de Nederlandse krijgsmacht en de Republiek Indonesië. Beide partijen werden door de Veiligheidsraad opgeroepen tot een onmiddellijk staakt-het-vuren, en bemiddeling of een andere vreedzame methode om hun conflict op te lossen en de Veiligheidsraad van de vooruitgang hieromtrent op de hoogte te houden.

## Verwante resoluties
- Resolutie 30 Veiligheidsraad Verenigde Naties verwelkomde de Nederlandse en Indonesische instemming met resolutie 27 en vroeg de voorbereiding van onderhandelingen.

Lijst ·  16 ·  17 ·  18 ·  19 ·  20 ·  21 ·  22 ·  23 ·  24 ·  25 ·  26 ·  27 ·  28 ·  29 ·  30 ·  31 ·  32 ·  33 ·  34 ·  35 ·  36 ·  37